# Vallbufandes I
Vallbufandes I es un abrigo que tiene pinturas rupestres de estilo levantino. Está situado en el término municipal de Mequinenza (Aragón), en España. Se encuentra localizado en un afloramiento rocoso de arenisca oligocena en la desembocadura del barranco de Vallbufandes, en su margen izquierda, muy cerca de la orilla del río Segre (a unos 300-400 metros). Dicho afloramiento se sitúa en la zona más alta de las laderas del barranco, donde el mismo alcanza un grosor de unos dos metros. La zona en cuestión se encuentra en el extremo Norte de la localidad de Mequinenza, junto a su casco urbano.
El conjunto está compuesto por un diminuto abrigo formado por una serie de grandes losas de arenisca fracturadas del afloramiento rocoso de la ladera del barranco, con una orientación general al S.-S.O. Dada la situación del barranco, su visibilidad se ve muy limitada, quedando libres solamente hacia el E. y S.E. Las dimensiones del abrigo son 1,60 metros de altura máxima y 1,50 de anchura máxima. El entorno del abrigo se encuentra muy degradado por las explotaciones mineras, así como por la propia cercanía del pueblo nuevo de Mequinenza.
El abrigo está incluido dentro de la relación de cuevas y abrigos con manifestaciones de arte rupestre considerados Bienes de Interés Cultural en virtud de lo dispuesto en la disposición adicional segunda de la Ley 3/1999, de 10 de marzo, del Patrimonio Cultural Aragonés. Este listado fue publicado en el Boletín Oficial de Aragón del día 27 de marzo de 2002. Forma parte del conjunto del arte rupestre del arco mediterráneo de la península ibérica, que fue declarado Patrimonio de la Humanidad por la Unesco (ref. 874-665). También fue declarado Bien de Interés Cultural con el código RI-51-0009509.